# Kari Wührer
Kari Samantha Wührer (Brookfield, 28 aprile 1967) è un'attrice e cantante statunitense.

## Biografia
Nasce da Karin, una contabile, e Andrew Wührer, un ufficiale di polizia. Ha tre fratelli.
Inizia a studiare recitazione all'età di 13 anni alla Wooster School. Studia arti drammatiche alla Tisch School of the Arts dell'Università di New York, al Marymount Manhattan College, alla Columbia University e alla Royal Academy of Dramatic Art di Londra.

### Carriera
La sua prima apparizione televisiva avviene nel programma di MTV Remote Control nel 1987.
Dopo aver preso parte a Fuochi incrociati del 1986, a Le avventure di Ford Fairlane del 1990 e a Beastmaster 2 del 1991, recita in più di una dozzina di film sexploitation, fra cui Lui, lei, l'altro del 1995 e Spider's Web - La tela del ragno del 2002.
Tra il 1991 e il 1992 recitò la parte di Abigail nella serie televisiva I misteri della laguna e dal 1997 al 2000 la parte di Maggie Beckett ne I viaggiatori.
Prende parte ai film Anaconda del 1997, Vendetta di mezzanotte del 2001 e Arac Attack - Mostri a otto zampe del 2002. Presta anche la voce all'agente Tanya Adams nel videogioco della Westwood Studios, Command & Conquer: Red Alert 2 e in Command & Conquer: Yuri's Revenge.
Nel 1999 firma un contratto col produttore discografico Rick Rubin per il suo album di debutto, Shiny.
Nel 2005 è nel cast della soap opera General Hospital nel ruolo dell'agente Reese Marshall.

### Vita privata
Nel 1994 sposa Daniel Salin, dal quale divorzia nel 1999.
Nel 2003 sposa James Scura, da cui ha avuto tre figli, Enzo, nato nel gennaio del 2004, Evangeline, nata il 27 marzo del 2006 ed Echo Luna, nata il 4 settembre del 2008.

## Filmografia

### Cinema
- Fuochi incrociati (Fire with Fire), regia di Duncan Gibbins (1986)
- Le avventure di Ford Fairlane (The Adventures of Ford Fairlane), regia di Renny Harlin (1990)
- Beastmaster 2 (Beastmaster 2: Through the Portal of Time), regia di Sylvio Tabet (1991)
- L'università dell'odio (Higher Learning), regia di John Singleton (1995)
- 3 giorni per la verità (The Crossing Guard), regia di Sean Penn (1995)
- L'occhio del male (Thinner), regia di Tom Holland (1996)
- Una maledetta occasione (An Occasion Hell), regia di Salomé Breziner (1996)
- The Disappearance of Kevin Johnson, regia di Francis Megahy (1996)
- Anaconda, regia di Luis Llosa (1997)
- Amore tra le righe (Kissing a Fool), regia di Doug Ellin (1998)
- Phoenix - Delitto di polizia (Phoenix), regia di Danny Cannon (1998)
- Vendetta di mezzanotte (Thy Neighbor's Wife), regia di Jim Wynorski (2001)
- Spider's Web - La tela del ragno, regia di Paul Levine (2002)
- Arac Attack - Mostri a otto zampe (Eight Legged Freaks), regia di Ellory Elkayem (2002)
- King of the Ants, regia di Stuart Gordon (2003)
- The Hitcher II - Ti stavo aspettando..., regia di Louis Morneau (V) (2003)
- Final examination (2003)
- Hellraiser: Deader, regia di Rick Bota (V) (2005)
- La libreria del mistero: Foto di compleanno, regia di Georg Stanford Brown (TV) (2005)
- La profezia: Il libro non scritto (The Prophecy: Uprising), regia di Joel Soisson (V) (2005)
- La profezia: Prima della fine (The Prophecy: Forsaken), regia di Joel Soisson (V) (2005)
- The Air I Breathe, regia di Jieho Lee (2007)
- A Fork in the Road (2009)

### Home video
- Lui, lei, l'altro (Sex & the Other Man), regia di Karl Slovin (1995)

### Televisione
- I misteri della laguna (Swamp Thing) – serie TV, 10 episodi (1991-1992)
- I viaggiatori (Sliders) – serie TV, 49 episodi (1997-2000)
- General Hospital - serie TV, 9 episodi (2006)
- Leverage – serie TV, un episodio (2010)
- Alien Tornado, regia di Paul A. Birkett – film TV (2012)
- Avengers - I più potenti eroi della Terra (The Avengers: Earth's Mightiest Heroes) – serie TV animata, 8 episodi, voce (2010-2012)
- Batman contro Jack lo squartatore (Batman: Gotham by Gaslight) – film d'animazione, voce (2018)
- Una relazione mortale (Fiancé Killer), regia di Fred Olen Ray – film TV (2018)

## Discografia
- Shiny (1999)

## Videogiochi
- Command & Conquer: Red Alert 2, voce di Tanya Adams (2001)
- Command & Conquer: Yuri's Revenge, voce di Tanya Adams (2001)

## Doppiatori italiani
Nelle versioni in italiano delle opere in cui ha recitato, Kari Wührer è stata doppiata da:
- Chiara Colizzi in Tre giorni per la verità, Hellraiser: Deader
- Silvia Tognoloni in Anaconda
- Laura Lenghi in Amore tra le righe
- Giò Giò Rapattoni in Arac Attack - Mostri a otto zampe
- Laura Romano in Leverage - Consulenze illegali